# Hyptia spinulosa
Hyptia spinulosa är en stekelart som beskrevs av Jean-Jacques Kieffer 1911. Hyptia spinulosa ingår i släktet Hyptia och familjen hungersteklar. Inga underarter finns listade i Catalogue of Life.